# Santuari de la Fontcalda (Gandesa)
El Santuari de la Fontcalda és una església del municipi de Gandesa (Terra Alta) inclosa en l'Inventari del Patrimoni Arquitectònic de Catalunya.

## Descripció

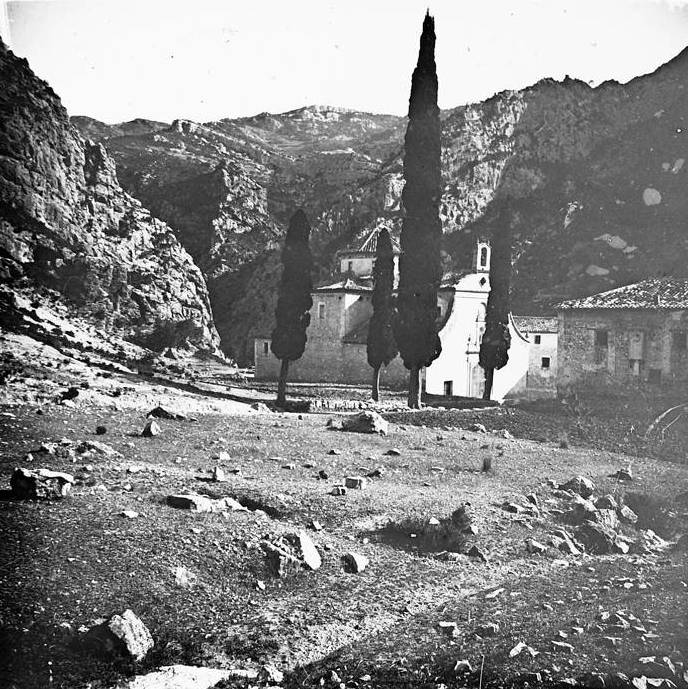
El santuari el 1922

L'interior del santuari és amb relleus, cornises i motllures al gust barroc, tot pintat. La coberta de teula, l'absis és recte i la portalada amb mitges columnes, arquitrau, fris, pinacles, fornícula amb imatge de la Verge de la Fontcalda i òcul superior. Presenta un petit campanar d'espadanya. Junt amb l'església hi ha edificis d'alberg del balneari, la major part nous o refets.

## Història
L'església present és la tercera que ha existit. Totes fundades pels trinitaris, la primera fou aproximadament del segle xiii, molt petita, les runes de la qual estaven molt cobertes per construccions posteriors. A l'esplanada de davant hi ha l'actual. El mateix lloc fou ocupat per la segona, adossada a l'anterior i la meitat de grossa que la present. La present és de 1756 i es deu a la iniciativa de mossèn Antoni Solé.